# 秀容古城遗址
秀容古城遗址，位于山西省吕梁市岚县古城乡古城村，是中华人民共和国山西省文物保护单位之一。
1996年1月12日，授予山西省文物保护单位，是一座古遗址。